# تیراندازی با کمان در المپیک تابستانی ۱۹۸۴
تیراندازی با کمان در بازی‌های المپیک تابستانی ۱۹۸۴ نام رویداد ورزش تیراندازی با کمان در بازی‌های المپیک تابستانی بود که در سال ۱۹۸۴ برگزار شد. این مسابقات از دو بخش تیراندازی با کمان تشکیل شده بود که یکی از انفرادی مردان و دیگری انفرادی زنان بود که در کالیفرنیا برگزار شد. تعداد ورزشکاران شرکت‌کننده در این مسابقات، ۱۰۹ نفر بود.

## جدول مدال‌ها
| رتبه | کشور                      | طلا | نقره | برنز | مجموع |
| ۱    | ایالات متحده آمریکا (USA) | ۱   | ۱    | ۰    | ۲     |
| ۲    | کره جنوبی (KOR)           | ۱   | ۰    | ۱    | ۲     |
| ۳    | چین (CHN)                 | ۰   | ۱    | ۰    | ۱     |
| ۴    | ژاپن (JPN)                | ۰   | ۰    | ۱    | ۱     |